# Cryptops erkowiti
Cryptops erkowiti är en mångfotingart som beskrevs av Lewis 1967. Cryptops erkowiti ingår i släktet Cryptops och familjen Cryptopidae.
Artens utbredningsområde är Sudan. Inga underarter finns listade i Catalogue of Life.